# Sebastián Vidal y Soler
Sebastián Vidal y Soler (Barcelona, 1 de abril de 1842 - Manila, 28 de julio de 1889) fue un Ingeniero de Montes español, que destacó como naturalista, botánico, pteridólogo, y explorador.

## Biografía
Nació en Barcelona en abril de 1842. Sebastián y su menos conocido hermano, Domingo, estudiaron en la Escuela Técnica Superior de Ingenieros de Montes de Madrid.
Ambos obtuvieron puestos en el servicio forestal de las Filipinas, entonces colonia española. En 1871, llegó a Filipinas como "inspector de montes"; y luego, en 1876: jefe de la "Comisión de la Flora Forestal de Filipinas". Desde 1878 a 1889 fue director del Jardín Botánico de Manila. Realiza, además, múltiples publicaciones sobre la flora forestal filipina, donde describe un buen número de especies nuevas; muy bien documentadas y revisadas por el Dr. Eduardo Quisumbing a partir de 1954.
En 1883 regresó a Europa y visitó Herbarios, que incluyeron el Real Jardín Botánico de Kew.
Fue promotor del Herbario de Filipinas, resultando en 8000 especies colectadas; y 69 descripciones publicadas por él. El lote principal, conservado en Manila, lo destruyó un incendio en 1897, aunque algunos ejemplares de la flora filipina de Vidal estaban conservados en Europa, en Kew y, sobre todo, en el Real Jardín Botánico de Madrid donde, tras la muerte de Vidal, Máximo Laguna y Villanueva y, sucesivamente, otros estudiosos, trabajaron en sus ejemplares. Fue autor de múltiples y valiosas obras de botánica.
Falleció de cólera en Manila en julio de 1889. Una estatua de Vidal, realizada por Enric Clarasó, fue erigida en el Jardín Botánico de Manila, a pesar de que no ha llegado a nuestros días.

## Reconocimientos
Recibió la Cruz de la Corona de Prusia en 1875, por su traducción al español de dos libros alemanes sobre el archipiélago filipino: Estudios sobre el clima de Filipinas (dos estudios de C. Semper y G. Karsten, publicada en 1874), y Viajes por Filipinas, de Fedor Jagor, publicada en 1875. Recibió, de la Corona de Holanda, el título de Caballero de la Orden del León Neerlandés, por los trabajos que presentó en la Exposición Colonial Internacional de Ámsterdam de 1883. Por último, fue condecorado con la Gran Cruz de Isabel la Católica en 1887, por su extraordinaria labor de preparación de la parte forestal de la Exposición General de Filipinas (Madrid, 30 de junio-30 de octubre de 1887).

## Algunas publicaciones

### Libros
- 1886. Revisión de plantas vasculares Filipinas ... Estab. tipo-litográfico de M. Perze. 454 pp.
- Sebastián Vidal y Soler, hugh Cuming. 1885. Phanerogamae Cumingianae Philippinarum: ó, Índice numèrico y catálogo sistemático de las plantas fanerogamas coleccionadas en Filipinas. M. Pérez Hijo. 217 pp.
- 1883. Sinopsis de familias y generos de plantas leñosas de Filipinas: introducción á la flora forestal del archipelago filipino. Chofré y ca. 414 pp.
- 1880. Catálogo metódico de las plantas leñosas silvestres y cultivadas observadas en la provincia de Manila. 48 pp. Reimprimió Kessinger Publ. 2010. 48 pp. ISBN 1162433973
- 1874. Memoria sobre el ramo de montes en las Islas Filipinas ... Aribau y C.a. 454 pp. Reimprimió BiblioBazaar, 2010. 472 pp. ISBN 1147782954
- 1874. Breve descripción de algunas de las maderas más importantes y mejor conocidas de las islas Filipīnas. M. Minuesa. 35 pp.
- 1874. Estudio sobre el clima de Filipinas. M. Minuesa. 48 pp.